# Sexto Nonio Quintiliano
Sexto Nonio Quintiliano (en latín, Sextus Nonius Quinctilianus) fue un senador del siglo I del Imperio Romano, cuya carrera se desarrolló bajo los imperios de Augusto y Tiberio.

## Biografía
Era hijo de Lucio Nonio Asprenas, consul suffectus en 36 a. C., y de Quintilia, quien era hermana de Publio Quintilio Varo, consul ordinarius en  13 a. C. y tristemente famoso por su derrota en 9 en la Batalla del bosque de Teutoburgo.
Su primer cargo conocido fue el de triunvir monetalis en 7 a. C., dentro del vigintivirato; los escalones siguientes de su cursus honorum nos son desconocidos hasta que en 8, por voluntad de Tiberio, fue elegido consul ordinarius, bajo Augusto. 
En 16/17, el Senado, con asentimiento de Tiberio, lo nombró gobernador de la provincia Asia. Marco Anneo Séneca le recuerda como un buen orador.
Contrajo matrimonio con Sosia, hija de Cayo Sosio, consul ordinarius en 32 a. C., unión de la que nació su hijo Sexto Nonio Quintiliano, consul suffectus en 38, bajo Calígula.